# Eberhard Kögler
Eberhard Kögler (geboren am 24. September 1947 in Dessau) ist ein ehemaliger deutscher Fußballspieler.
Er spielte von 1968 bis 1983 bei Vorwärts Stralsund. In seiner aktiven Zeit spielte er mit dem Stralsunder Verein zwei Spielzeiten in der höchsten Spielklasse der DDR, der Oberliga, nämlich die Saison 1971/1972 und die Saison 1974/1975.
Von 1990 bis 1991 war Eberhard Kögler als Co-Trainer beim TSV 1860 Stralsund aktiv, anschließend trainierte er Mannschaften beim FC Pommern Stralsund.